# Șaibă

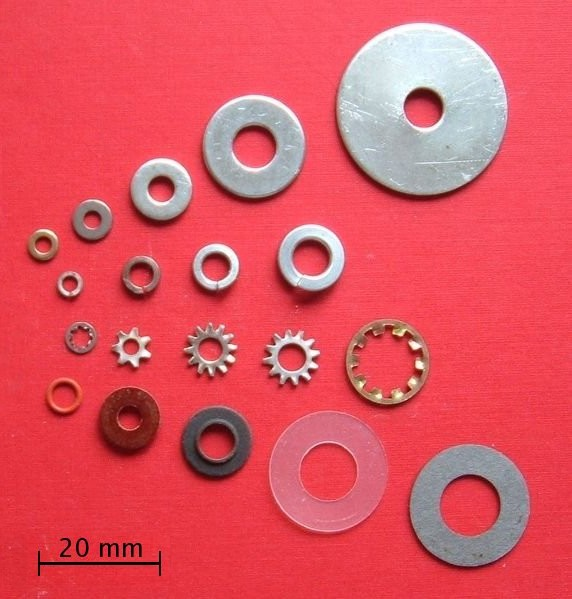
Diverse tipuri de şaibe

Șaiba, (din germ. scheibe), este un organ de releta utilizat la îmbinările demontabile șurub - piuliță. Este de forma unui disc, găurit în centru, sau a unui inel. Aceasta are, în principal, un rol de protecție a zonei de strângere, de mărire a suprafeței de contact sau de siguranță împotriva deșurubării.

## Clasificare
- șaibe pentru protecția zonei de strângere
  - șaibe de protecție (plate, rotunde)
  - șaibe pentru profil I și U
- șaibe de siguranță împotriva deșurubării
  - șaibe elastice dințate
  - șaibe elastice bombate
  - șaibe elastice ondulate
  - șaibe elastice Grower